# Al-Chardsch (Verwaltungsbezirk)
Al-Chardsch (auch Kharj; arabisch الخرج, DMG al-Ḫarǧ) ist ein Verwaltungsbezirk (Gouvernorat) in der Provinz Riad, der Hauptstadtprovinz Saudi-Arabiens. Teil des Verwaltungsbezirkes ist neben seiner gleichnamigen Hauptstadt al-Chardsch auch die Prince Sultan Air Base, eine saudische Militärbasis. Das Gebiet grenzt im Norden an der saudischen Hauptstadt Riad, im Süden an das Gouvernorat al-Afladsch. Westlich liegen die Gouvernorate al-Muzahimiyya und Hawtat Bani Tamim.

## Orte in al-Chardsch
| Ort                    | Einwoh- ner (2022) |
| ---------------------- | ------------------ |
| al-Chardsch            | 295.462            |
| al-Hayathim            | 13.893             |
| Prince Sultan Air Base | 7.530              |
| An-Nāīfiyah            | 7.456              |
| Ash-Shadīdah           | 5.156              |
| As-Sulṭānyah           | 4.226              |
| Al-Yamāmah             | 4.069              |
| Mazāri' as-Sahbā'      | 3.460              |
| Ash-Shimāl             | 3.432              |
| Maqbūlah               | 3.301              |